# Офис (телесериал, США)
«Офис» (англ. The Office) — американский псевдодокументальный ситком, адаптация одноимённого популярного сериала канала BBC. Сериал рассказывает о повседневной жизни сотрудников филиала компании по поставке бумаги «Дандер Миффлин» (англ. Dunder Mifflin) в Скрантоне, штат Пенсильвания. Сериал транслировался на телеканале NBC с 24 марта 2005 года по 16 мая 2013 года; в общей сложности было выпущено 9 сезонов (201 серия). Адаптацией проекта для американской аудитории занимался сценарист Грег Дэниелс («Симпсоны», «Субботним вечером в прямом эфире» и «Царь горы»). Изначально исполнительными продюсерами были Дэниелс, Рики Джервейс, Стивен Мерчант, Говард Кляйн и Бен Сильверман, но по мере развития сериала в роли продюсеров выступили и актёры, снимающиеся в нём.
Сериал снят при помощи однокамерной съёмки, без аудитории и закадрового смеха, чтобы быть похожим на настоящий документальный фильм. «Офис» стартовал на NBC как замена в середине сезона телевещания. Первоначальный актёрский состав состоял из Стива Карелла, Рэйна Уилсона, Джона Красински, Дженны Фишер и Би Джей Новака; в последующих сезонах актёрский состав значительно расширился, и в сериале принимали участие Эд Хелмс, Рашида Джонс, Эми Райан, Минди Калинг, Крэйг Робинсон, Джеймс Спейдер, Элли Кемпер и Кэтрин Тейт.
Первоначально «Офис» получил смешанные отзывы, но с началом второго сезона, во многом благодаря Стиву Кареллу, проекту удалось заполучить всенародную любовь публики и завоевать множество наград в области телевещания: Премия Пибоди (2006), Премия Гильдии киноактёров США (2007, 2008), «Золотой глобус» (Стив Карелл) и четыре статуэтки прайм-таймовой премии «Эмми». Восьмой сезон подвергся критике из-за снижения качества, во многом это связывали с уходом Карелла после истечения контракта с NBC. Девятый финальный сезон, тем не менее, получил хорошие рейтинги и положительные отзывы зрителей. Финальный эпизод вышел в эфир 16 мая 2013 года и собрал у экранов почти 6 миллионов телезрителей. В 2016 году американский журнал Rolling Stone внёс «Офис» в список «100 величайших телевизионных шоу всех времён».

## Создание

### Предыстория
В 2001 году исполнительный продюсер Бен Силверман основал производственную телекомпанию Reveille Productions после того, как уволился из агентства William Morris. Он семь лет отработал в должности главы отдела международного развития. В его обязанности входило адаптировать успешные телешоу для американской аудитории. Путешествуя по Лондону, Силверман наткнулся на однокамерный псевдодокументальный ситком от BBC «Офис» и по телефону связался с одним из его создателей Рики Джервейсом. Ещё до знакомства Силверман успел пообщаться с BBC. Начался трёхмесячный процесс оформления авторских прав. Ими владела не только телесеть, но и сам Джервейс и со-автор Стивен Мерчант. Во время переговоров дуэт сомневался в создании американского ремейка. В стране неоднократно пытались адаптировать британские шоу, но терпели неудачу из-за низких рейтингов. 
После длительных переговоров Силверман приступил к поискам шоураннера. Он общался с Ларри Дэвидом и его коллегами по «Умерь свой энтузиазм». Также продюсер встречался с Ларри Чарльзом и Робертом Уайди. Тем временем Грег Дэниелс присматривался к новым проектам. Первый опыт работы шоураннером он получил благодаря мультсериалу «Царь горы». Весной 2003 года состоялась встреча Силвермана и Дэниелса с Джервейсом и Мерчантом в одном из кинопавильонов Universal. Силверман предлагал проект телесетям HBO, CBS, Fox и Showtime, но все отказались. Заинтересовать удалось только FX, где одним из руководителей был Кевин Рейли. Он находился на стадии переговоров с NBC, так как его контракт с FX заканчивался. Тем временем на NBC вышли финальные сезоны ситкомов «Друзья» и «Фрейзер». Телесеть пыталась запустить на сезон 2004—2005 спин-офф «Друзей» под названием «Джоуи», вдохновившись успехом «Фрейзера», являющегося спин-оффом «Весёлой компании». Премьера «Джоуи» обернулась для NBC провалом. Затраты не окупились, а низкие рейтинги привели к закрытию шоу.
Летом 2003 года NBC заказала пилотную серию «Офиса». Силверман и Дэниелс задумали ситком как однокамерную псевдодокументалку без закадрового смеха, традиционно используемого в ситкомах. Дэниелс предложил использовать пенсильванский городок Скрантон, вдохновившись писателем-романистом Джоном О’Харой, в чьих работах события происходили в Скрантоне.

### Подбор актёров
Дэниелс пригласил кастинг-директора Эллисон Джонс после просмотра «Хулиганов и ботанов». На роли требовались неизвестные актёры. Обычно кастинг для пилота проводится в январе-феврале, чтобы в марте приступить к съёмкам. Но Дэниелс предложил начать прослушивания в октябре 2003 года. Кандидатуры отсматривались в течение трёх-четырёх месяцев. Первым претендентом стал Рэйн Уилсон. Дженна Фишер уже была знакома с Эллисон Джонс. Джон Красински подрабатывал официантом в Нью-Йорке. Местный агент пригласил его пробоваться на Дуайта Шрута, но актёр захотел почитать за Джима Халперта. Исполнитель роли Райана Ховарда Би Джей Новак учился вместе с Красински в средней школе Бостона.
На роль Майкла Скотта Силверман предлагал Пола Джаматти и Филипа Сеймура Хоффмана, но они отказались. Основным фаворитом на роль считался Боб Оденкёрк, но ему помешала отрицательная харизма на пробах. Кандидатура Стива Карелла рассматривалась ещё до начала отбора. Глава Universal Стэйси Снайдер показала продюсерам комедию «Брюс Всемогущий», где Карелл сыграл второстепенную роль. Пока Карелл снимался в ситкоме «Иди к папочке», на роль продолжали отсматривать других кандидатов. Карелл не смотрел британский «Офис» и не стал пародировать Джервейса на пробах. Именно по этой причине Рэйн Уилсон не прошёл на роль Майкла.
Перед окончательным утверждением исполнителей главных ролей были организованы совместные пробы. Дэниелс пытался проверить, как взаимодействуют друг с другом Майкл, Дуайт, Джим и Пэм. Среди основных претендентов на разные роли было примерно по три-четыре человек. Их объединили по группам и они импровизировали на камеру. Некоторые сымпровизированные сцены вошли в пилот, например, та, где Пэм называет Майкла «козлом».

## В ролях
| Актёр                 | Персонаж          | Обзор появлений в сезонах | Обзор появлений в сезонах | Обзор появлений в сезонах | Обзор появлений в сезонах | Обзор появлений в сезонах | Обзор появлений в сезонах | Обзор появлений в сезонах | Обзор появлений в сезонах | Обзор появлений в сезонах |
| Актёр                 | Персонаж          | Сезон 1                   | Сезон 2                   | Сезон 3                   | Сезон 4                   | Сезон 5                   | Сезон 6                   | Сезон 7                   | Сезон 8                   | Сезон 9                   |
| В главных ролях       | В главных ролях   | В главных ролях           | В главных ролях           | В главных ролях           | В главных ролях           | В главных ролях           | В главных ролях           | В главных ролях           | В главных ролях           | В главных ролях           |
| --------------------- | ----------------- | ------------------------- | ------------------------- | ------------------------- | ------------------------- | ------------------------- | ------------------------- | ------------------------- | ------------------------- | ------------------------- |
| Стив Карелл           | Майкл Скотт       | Главная роль              | Главная роль              | Главная роль              | Главная роль              | Главная роль              | Главная роль              | Главная роль              |                           | Спец. гость               |
| Рэйн Уилсон           | Дуайт Шрут        | Главная роль              | Главная роль              | Главная роль              | Главная роль              | Главная роль              | Главная роль              | Главная роль              | Главная роль              | Главная роль              |
| Джон Красински        | Джим Халперт      | Главная роль              | Главная роль              | Главная роль              | Главная роль              | Главная роль              | Главная роль              | Главная роль              | Главная роль              | Главная роль              |
| Дженна Фишер          | Пэм Бисли         | Главная роль              | Главная роль              | Главная роль              | Главная роль              | Главная роль              | Главная роль              | Главная роль              | Главная роль              | Главная роль              |
| Б. Дж. Новак          | Райан Ховард      | Главная роль              | Главная роль              | Главная роль              | Главная роль              | Главная роль              | Главная роль              | Главная роль              | Главная роль              | Спец. гость               |
| Эд Хелмс              | Энди Бернард      |                           |                           | Регулярно                 | Регулярно                 | Регулярно                 | Главная роль              | Главная роль              | Главная роль              | Главная роль              |
| Джеймс Спейдер        | Роберт Калифорния |                           |                           |                           |                           |                           |                           | Гость                     | Гл. роль                  |                           |
| Также в главных ролях |                   |                           |                           |                           |                           |                           |                           |                           |                           |                           |
| Мелора Хардин         | Джен Левинсон     | Период.                   | Регулярно                 | Регулярно                 | Регулярно                 | Регулярно                 |                           | Спец. гость               |                           | Спец. гость               |
| Дэвид Денман          | Рой Андерсон      | Период.                   | Регулярно                 | Регулярно                 |                           | Гость                     |                           | Гость                     |                           | Гость                     |
| Лесли Дэвид Бэйкер    | Стэнли Хадсон     | Период.                   | Регулярно                 | Регулярно                 | Регулярно                 | Регулярно                 | Регулярно                 | Регулярно                 | Регулярно                 | Регулярно                 |
| Брайан Баумгартнер    | Кевин Мэлоун      | Период.                   | Регулярно                 | Регулярно                 | Регулярно                 | Регулярно                 | Регулярно                 | Регулярно                 | Регулярно                 | Регулярно                 |
| Кейт Флэннери         | Мередит Палмер    | Период.                   | Регулярно                 | Регулярно                 | Регулярно                 | Регулярно                 | Регулярно                 | Регулярно                 | Регулярно                 | Регулярно                 |
| Анджела Кинси         | Анджела Мартин    | Период.                   | Регулярно                 | Регулярно                 | Регулярно                 | Регулярно                 | Регулярно                 | Регулярно                 | Регулярно                 | Регулярно                 |
| Оскар Нуньес          | Оскар Мартинес    | Период.                   | Регулярно                 | Регулярно                 | Регулярно                 | Регулярно                 | Регулярно                 | Регулярно                 | Регулярно                 | Регулярно                 |
| Филлис Смит           | Филлис Лапин      | Период.                   | Регулярно                 | Регулярно                 | Регулярно                 | Регулярно                 | Регулярно                 | Регулярно                 | Регулярно                 | Регулярно                 |
| Минди Калинг          | Келли Капур       | Периодически              | Периодически              | Регулярно                 | Регулярно                 | Регулярно                 | Регулярно                 | Регулярно                 | Регулярно                 | Спец. гость               |
| Пол Либерштейн        | Тоби Флэндерсон   | Периодически              | Периодически              | Регулярно                 | Регулярно                 | Регулярно                 | Регулярно                 | Регулярно                 | Регулярно                 | Регулярно                 |
| Крид Брэттон          | Крид Брэттон      | Периодически              | Периодически              | Периодически              | Регулярно                 | Регулярно                 | Регулярно                 | Регулярно                 | Регулярно                 | Регулярно                 |
| Крэйг Робинсон        | Дэррил Филбин     | Периодически              | Периодически              | Периодически              | Регулярно                 | Регулярно                 | Регулярно                 | Регулярно                 | Регулярно                 | Регулярно                 |
| Эми Райан             | Холли Флэкс       |                           |                           |                           | Гость                     | Период.                   |                           | Регулярно                 |                           |                           |
| Элли Кемпер           | Эрин Хэннон       |                           |                           |                           |                           | Период.                   | Регулярно                 | Регулярно                 | Регулярно                 | Регулярно                 |
| Зак Вудс              | Гейб Льюис        |                           |                           |                           |                           |                           | Период.                   | Регулярно                 | Регулярно                 | Гость                     |
| Кэтрин Тейт           | Нелли Бертрам     |                           |                           |                           |                           |                           |                           | Гость                     | Регулярно                 | Регулярно                 |
| Кларк Дьюк            | Кларк Грин        |                           |                           |                           |                           |                           |                           |                           |                           | Регулярно                 |
| Джейк Лэйси           | Пит Миллер        |                           |                           |                           |                           |                           |                           |                           |                           | Регулярно                 |
| Роли второго плана    |                   |                           |                           |                           |                           |                           |                           |                           |                           |                           |
| Дэвид Кокнер          | Тодд Пэкер        | Гость                     | Период.                   | Гость                     |                           |                           | Гость                     | Периодически              | Периодически              | Гость                     |
| Энди Бакли            | Дэвид Уоллес      |                           | Гость                     | Период.                   | Гость                     | Периодически              | Периодически              |                           | Периодически              | Периодически              |
| Рашида Джонс          | Карен Филипели    |                           |                           | Период.                   | Гость                     | Гость                     |                           | Гость                     |                           |                           |
| Идрис Эльба           | Чарльз Майнер     |                           |                           |                           |                           | Период.                   |                           |                           |                           |                           |
| Кэти Бэйтс            | Джо Беннет        |                           |                           |                           |                           |                           | Периодически              | Периодически              |                           |                           |
| Джек Коулман          | Роб Липтон        |                           |                           |                           |                           |                           |                           | Периодически              | Периодически              | Периодически              |
| Уилл Феррелл          | Деанджело Викерс  |                           |                           |                           |                           |                           |                           | Период.                   |                           |                           |
| Амина Каплан          | Вэл               |                           |                           |                           |                           |                           |                           |                           | Периодически              | Периодически              |
| Линдси Брод           | Кэти Симмс        |                           |                           |                           |                           |                           |                           |                           | Период.                   |                           |
| Боб Оденкерк          | Марк Фрэнкс       |                           |                           |                           |                           |                           |                           |                           |                           | Гость                     |

### Персонажи
- Стив Карелл — Майкл Гэри Скотт, региональный менеджер филиала Dunder Mifflin в Скрэнтоне. Чрезвычайно общительный и в то же время одинокий человек средних лет, наивный и инфантильный. Он любит находиться в центре внимания и нравиться людям, поэтому постоянно ведет себя как офисный шут, вызывая у окружающих смешанное чувство раздражения и жалости. По собственным словам, он хочет, чтобы подчиненные считали его другом в первую очередь, и лишь во вторую — боссом. В стремлении всем понравиться Майкл часто выкидывает непристойные, оскорбительные или просто несмешные шутки и искренне не понимает, почему над ними не смеются. Нередко приписывает себе успехи других, а в случае неудачи — прячется за спины своих работников. Никогда не держит своих обещаний. Часто вкладывает свои деньги в сомнительные предприятия, а то и вовсе отдаёт их откровенным мошенникам. Любит проводить собрания по ничтожным поводам, на которых работники откровенно скучают.
- Рэйн Уилсон — Дуайт Курт Шрут III, торговый представитель и заместитель (помощник) регионального менеджера филиала Dunder Mifflin в Скрэнтоне. Человек с высоким интеллектом и очень низкими социальными навыками — он имеет широкий круг интересов, но совсем не обладает эмпатией и не разбирается в вопросах поведения в обществе и общения с людьми, а его гордость не позволяет ему заметить неладное. Является основным объектом шуток Джима и Пэм. Открыто недолюбливает большинство своих коллег, однако искренне восхищается Майклом, перед которым пресмыкается настолько усердно, что это раздражает даже самого Майкла.
- Джон Красински — Джеймс «Джим» Халперт, торговый представитель филиала Dunder Mifflin в Скрэнтоне (некоторое время работал в филиале в Стэмфорде). Очень способный молодой человек, но его мало что действительно интересует, поэтому он развлекается тем, что подшучивает над своими коллегами, особенно Дуайтом. Тем не менее, за маской шутника скрывается очень чувствительный и беззаветно влюбленный человек.
- Дженна Фишер — Памела Морган «Пэм» Бисли, секретарша, а впоследствии торговый представитель и офисный администратор филиала Dunder Mifflin в Скрэнтоне. Застенчивая девушка, которой по работе приходится потакать своему боссу Майклу, выполняя его безумные, дурацкие и бессмысленные задания. Мечтала стать художницей, но была вынуждена остаться на изначально временной работе в офисе из-за помолвки с Роем, которая держала её в подвешенном состоянии.
- Б. Дж. Новак — Райан Бэйли Ховард, стажёр в торговом отделе филиала Dunder Mifflin в Скрэнтоне. Параллельно получает степень магистра в бизнес-школе и мечтает об открытии собственного дела. Майкл часто заставляет Райана выполнять за него чёрную работу, в то же время становясь одержимым личной жизнью Райана, навязчиво пытаясь завоевать его дружбу. По мере развития сериала Райан начинает проявлять всё большее презрение и пренебрежение как к своим коллегам, так и к своей работе.
- Эд Хелмс — Эндрю Бэйнс «Энди» Бернард, управляющим отделом продаж филиала Dunder Mifflin в Стэмфорде, перешедший в скрэнтонский филиал после его слияния со стэмфордским. Высокомерный и эгоцентричный карьерист, что, однако, не мешает ему доброжелательно относиться к своим коллегам. Нередко проявляет себя как сикофант, также имеет серьёзные проблемы с контролем своих эмоций.
- Мелора Хардин — Джанет «Джен» Левинсон, вице-президент по продажам Dunder Mifflin в северо-восточном округе и непосредственная начальница Майкла. Придерживается серьёзного стиля управления, который противоречит более неформальному подходу Майкла. Поскольку её офис находится в Нью-Йорке, Джен общается с филиалом в Скрэнтоне в основном по телефону. Она обычно спрашивает, снимается ли она на камеру, когда разговаривает с Майклом по громкой связи, и Майкл часто лжёт и говорит ей, что это не так, прежде чем признать, что это так, и в этот момент она вешает трубку.
- Дэвид Денман — Рой Андерсон, рабочий на складе филиала Dunder Mifflin в Скрэнтоне. К началу сериала уже три года был помолвлен с Пэм, из-за чего та не могла оставить работу в офисе и заниматься любимым делом. Грубый, невнимательный и бестактный человек, позволяющий себе, несмотря на отношения с Пэм, комплименты с сексуальным подтекстом в отношении других женщин, а также часто обижающий Пэм своими высказываниями и поступками.
- Лесли Дэвид Бэйкер — Стэнли Хадсон, торговый представитель филиала Dunder Mifflin в Скрэнтоне. Вечно недовольный, угрюмый и ворчливый мужчина, ненавидящий свою работу и мечтающий поскорее выйти на пенсию. Единственная мотивация для него — заработать на оплату обучения в колледже для своей старшей дочери. Любит разгадывать кроссворды, чем зачастую и занимается в рабочее время. Недолюбливает Майкла, от которого часто слышит неуместные шутки насчёт своего афроамериканского происхождения, однако обычно терпеливо старается игнорировать выходки босса, лишь изредка позволяя себе выступить против него в открытую.
- Брайан Баумгартнер — Кевин Малоун, бухгалтер в филиале Dunder Mifflin в Скрэнтоне. Недалёкий медлительный человек с интеллектом ребёнка и низкими социальными навыками. Часто отпускает нелепые комментарии (нередко с сексуальным подтекстом) в сторону коллег. На протяжении всего сериала встречаются недвусмысленные намёки на то, что Кевин хранит большую коллекцию порнографии на рабочем компьютере. Его любимое число — 69. Изначально Кевин устраивался на работу в Dunder Mifflin рабочим на склад, но Майкл взял его бухгалтером, потому что увидел в нём потенциал. Втайне от всех занимается финансовыми махинациями, однако о его причастности к ним никто в офисе не подозревает.
- Кейт Флэннери — Мередит Палмер, менеджер по работе с поставщиками в филиале Dunder Mifflin в Скрэнтоне. Разведённая женщина средних лет, в одиночку воспитывающая одного из двух своих детей и ведущая распутный образ жизни, включающий в себя беспорядочные половые связи и злоупотребление алкоголем (в том числе распитие на рабочем месте), а также (по её собственным словам) пристрастие к порнографии. В рабочее время обычно раскладывает пасьянсы на компьютере. Одной из постоянных шуток сериала является то, что обычно именно Мередит физически страдает от чрезвычайных происшествий в офисе.
- Анджела Кинси — Анджела Ноэль Мартин, главный бухгалтер филиала Dunder Mifflin в Скрэнтоне, а также по совместительству председатель комитета по организации праздников и ответственная за безопасность. Строгая и консервативная женщина со стервозным характером, склонная постоянно осуждать своих коллег, особенно Пэм и Филлис. Это, однако, не распространяется на Дуайта. Анджела очень любит кошек и даже в тайне от всех держит кота в офисном шкафу. Вегетерианка. Будучи весьма миниатюрного телосложения, вынуждена покупать одежду для кукол, так как вещи в детском отделе GAP для неё слишком яркие.
- Оскар Нуньес[англ.] — Оскар Мартинес, бухгалтер в филиале Dunder Mifflin в Скрэнтоне. Его родители были мексиканцами, однако сам Оскар родился и вырос в США. Открытый гей, долгое время скрывавший свою ориентацию и невольно совершивший каминг-аут из-за Майкла. Рациональный, логичный и несколько занудный мужчина. В некоторых эпизодах его называют самым умным в офисе. Оскар часто находит шутки своих коллег оскорбительными, однако сохраняет внешнее спокойствие и ведёт себя корректно, хотя Майклу всё-таки удаётся вывести его из себя. Несмотря на очевидную разницу в интеллекте, лучший друг Оскара — Кевин.
- Филлис Смит — Филлис Лапин, торговый представитель филиала Dunder Mifflin в Скрэнтоне. Тихая и дружелюбная женщина, любящая женские разговоры и сплетни. Несмотря на свой благообразный вид, она нередко проявляла себя как весьма мстительная особа по отношению к Анджеле, с которой у неё постоянно возникают конфликты. Майкл часто ставит Филлис в неловкое положение, называя её неженственной и старой, хотя в старшей школе они учились в одном классе. Филлис замужем за Бобом Вэнсом из Vance Refrigeration, чей офис находится на одном этаже с Dunder Mifflin.
- Минди Калинг — Келли Раджнигандха Капур, сотрудница отдела по обслуживанию клиентов филиала Dunder Mifflin в Скрэнтоне. Американка индийского происхождения. Болтливая простушка, у которой в голове, казалось бы, нет ничего, кроме мыслей о мужчинах, одежде, косметике и сплетен о знаменитостях, однако иногда можно заметить, что она «включает дурочку» специально. Так как Келли работает в отдельном от своих коллег помещении, она донимает своими разговорами Тоби, который сидит за соседним столом за перегородкой.
- Пол Либерштейн — Тоби Флэндерсон, HR. Напрямую подчиняется головному офису Dunder Mifflin в Нью-Йорке, что является одной из многочисленных причин для ненависти со стороны Майкла. Спокойный и мягкий человек, к которому работники офиса обращаются с жалобами друг на друга и на Майкла. Разведён. Из-за психологической травмы, полученной в детстве, Тоби не может устроить свою личную жизнь и неспособен получать удовольствие от жизни. Майкл не считает Тоби членом офисной семьи и постоянно оскорбляет его, однако несмотря на это, Тоби периодически предлагает Майклу свою помощь и вообще относится к нему очень спокойно.
- Крид Брэттон[англ.] — Крид Брэттон, менеджер по обеспечению качества в филиале Dunder Mifflin в Скрэнтоне. Никто (в том числе и сам Крид) не знает, в чём именно заключаются его обязанности как сотрудника. Крид постоянно отлынивает как от своих непосредственных, так и от дополнительных обязанностей, таких как уборка офиса. Создаёт впечатление приятного старичка, однако на самом деле является клептоманом с низкими моральными качествами, а то, что творится у него в голове, Райан счёл «чересчур шокирующим даже для интернета». За свою жизнь успел побыть наркоманом, хиппи, бездомным, рок-музыкантом и, очевидно, имел проблемы с законом. Несмотря на то, что у Крида наибольший стаж из всех сотрудников офиса, на самом деле его никогда не нанимали, но однажды он просто зашёл в офис и стал вести себя так, как будто работал там, и с тех пор приходил на работу каждый день.
- Крэйг Робинсон — Дэррил Филбин, начальник склада в филиале Dunder Mifflin в Скрэнтоне, впоследствии — директор по маркетингу. Несмотря на то, что в общении с Майклом он обычно сух и раздражителен, на самом деле Дэррил — расслабленный, обаятельный и приятный в общении парень, который нередко проявляет себя более компетентным и амбициозным руководителем, нежели Майкл, несмотря на работу на складе. Разведён, воспитывают маленькую дочь, которую очень любит.
- Энди Бакли — Дэвид Уоллес, финансовый директор, затем генеральный директор Dunder Mifflin. Несмотря на то, что его образ жизни отличается от образа жизни рядовых сотрудников Дэвид весьма толерантно относится к эксцентричности Майкла и его методам управления, поскольку филиал в Скрэнтоне является наиболее прибыльным. Дэвид Уоллес высоко ценит своих подчинённых (в частности, Джима) и заинтересован в продвижении способных сотрудников по карьерной лестнице. Его увольняют после того, как Dunder Mifflin была поглощена Sabre. Поборов кризис среднего возраста, Дэвид Уоллес продаёт свой патент на пылесос для сбора игрушек под названием «Отсос» вооружённым силам США за 20 миллионов долларов, а позже приобретает Dunder Mifflin за нераскрытую сумму денег и снова становится генеральным директором.

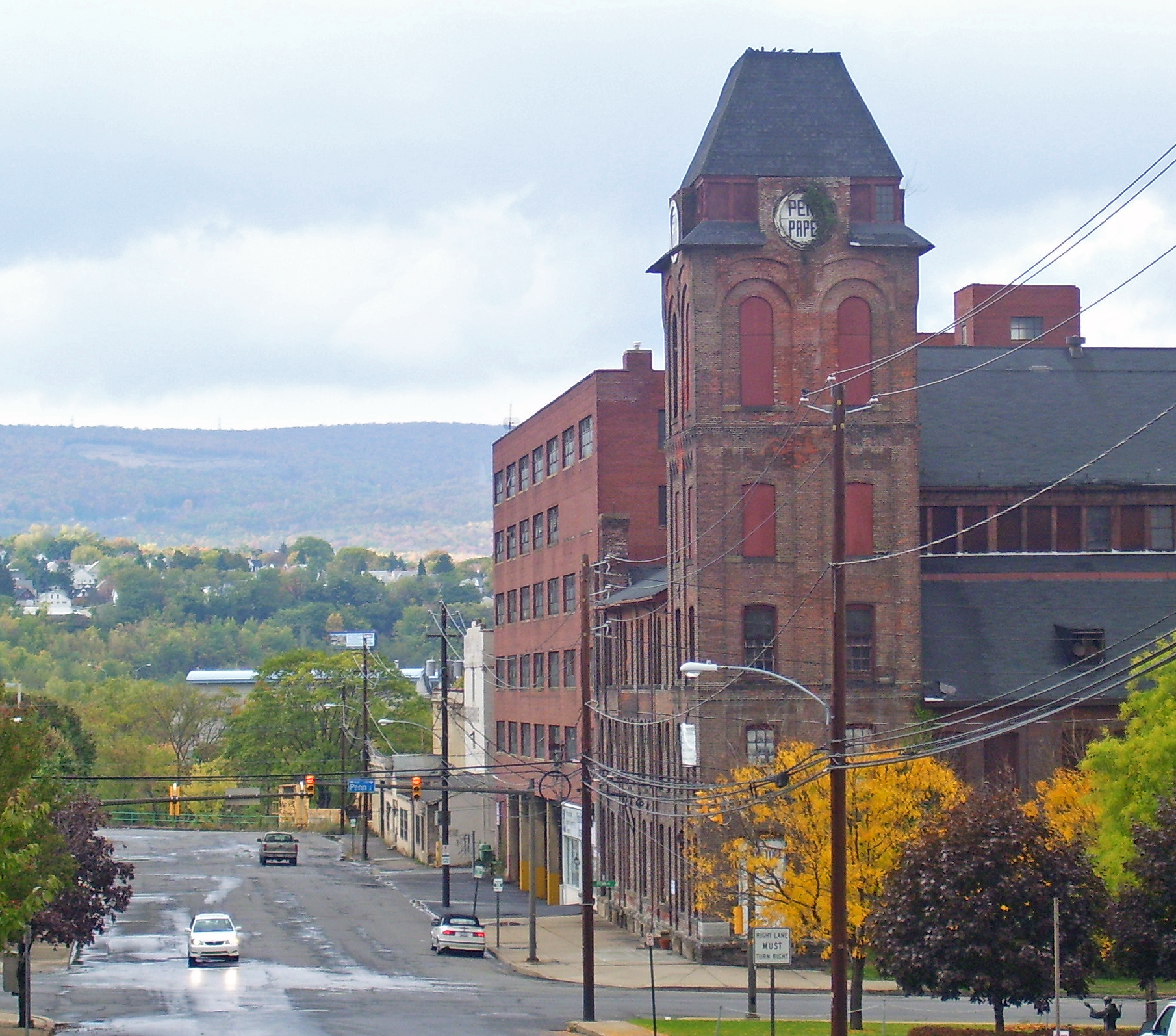
Башня Paper & Supply Company в штате Пенсильвания, показанная в начальных титрах «Офиса»

## Эпизоды
| Сезон | Сезон | Эпизоды | Оригинальная дата показа | Оригинальная дата показа |  | Зрители США (млн.) | Ранк | Ранк (18-49) |
| Сезон | Сезон | Эпизоды | Премьера сезона          | Финал сезона             |  | Зрители США (млн.) | Ранк | Ранк (18-49) |
| ----- | ----- | ------- | ------------------------ | ------------------------ |  | ------------------ | ---- | ------------ |
|       | 1     | 6       | 24 марта 2005            | 26 апреля 2005           |  | 5.4                | 102  | 45           |
|       | 2     | 22      | 20 сентября 2005         | 11 мая 2006              |  | 8.0                | 67   | 29           |
|       | 3     | 25      | 21 сентября 2006         | 17 мая 2007              |  | 8.3                | 68   | 27           |
|       | 4     | 19      | 27 сентября 2007         | 15 мая 2008              |  | 8.0                | 77   | 27           |
|       | 5     | 28      | 27 сентября 2008         | 14 мая 2009              |  | 9.0                | 52   | 11           |
|       | 6     | 26      | 17 сентября 2009         | 20 мая 2010              |  | 7.8                | 52   | 15           |
|       | 7     | 26      | 23 сентября 2010         | 19 мая 2011              |  | 7.7                | 53   | 16           |
|       | 8     | 24      | 22 сентября 2011         | 10 мая 2012              |  | 6.5                | 87   | 35           |
|       | 9     | 25      | 20 сентября 2012         | 16 мая 2013              |  | 5.1                | 94   | 43           |

## Продолжение
В декабре 2017 года издание TVLine сообщило со ссылкой на свои источники, что канал NBC рассматривает возможность запустить продолжение комедийного сериала «Офис» в сезоне 2018—2019. В продолжении не появится Майкл Скотт в исполнении Стива Карелла, поэтому уже сейчас начался поиск нового босса, а участие Эда Хелмса, Рэйна Уилсона, Джона Красински и других актёров оригинального сериала остается пока под вопросом.
В 2024 году началась работа над спин-оффом «Офиса» — сериалом, получившим название «Газета».

## Награды
21 награда и 63 номинации
- «Золотой глобус» — Лучшая мужская роль на ТВ (Стив Карелл)
- «Эмми» — Лучший комедийный сериал 2006, 2007
- «Peabody Awards»
- «Image Awards» — Лучшая режиссёрская работа 2007, 2008
- «PGA Awards» — 2007
- «Prism Awards» — Лучший комедийный сюжет, 2009
- Премия Гильдии киноактёров США — Лучший актёрский ансамбль 2007, 2008
- «TV Land Awards» — 2008
- «Teen Choice Awards» — Стив Карелл 2007, 2008
- «Награда ассоциации телекритиков» — Выдающееся достижение в комедийном сериале 2006 (Стив Карелл), 2007
- «Гильдия сценаристов Америки» — Лучший комедийный сериал 2007, 2008